# Éclipse solaire du 30 avril 2041
Une éclipse solaire totale aura lieu le 30 avril 2041.

## Parcours

Carte animée de l'éclipse.

Cette éclipse totale commencera dans l'océan Atlantique austral, remontera vers le nord, pour toucher l'Afrique par l'Angola juste après avoir eu son maximum. Elle continuera vers l'est pour sortir par le sud de la corne de l'Afrique, puis elle finira dans l'océan Indien.